# Politique à Oman

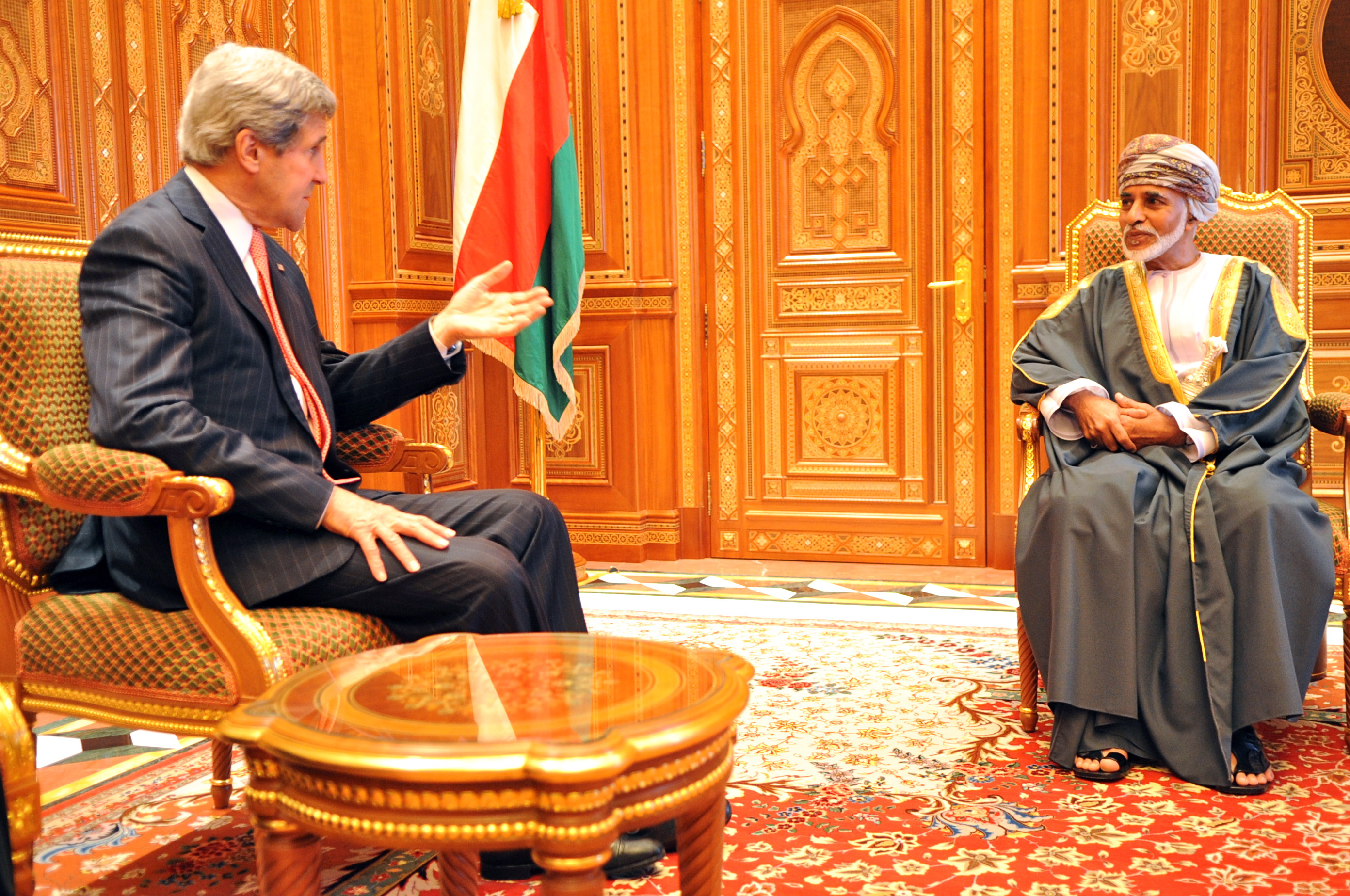
Entretien entre le sultan Qabus ibn Saïd et le secrétaire d'État des États-Unis John Kerry (Mascate, 2013).

La politique à Oman s'inscrit dans un modèle étatique de monarchie absolue où le chef de l'État et le chef du gouvernement d'Oman est le sultan (Haïtham ben Tariq depuis 2020) qui désigne un cabinet pour l'assister.

## Généralités
Le sultanat d'Oman fut entre les XVIIIe et XIXe siècle une grande puissance coloniale, tenant sous son emprise quasiment tout l'océan indien occidental, du Golfe Persique aux Comores. Si cette puissance décline à partir de 1861 à la suite de la sécession du sultanat de Zanzibar, recentrant progressivement Oman sur son seul territoire arabe, le pays n'en est pas moins demeuré une puissance diplomatique de premier plan, du double fait de sa situation géographique entre Arabie Saoudite et Iran et de sa religion ibadite, une branche de l'islam souvent considérée comme intermédiaire entre sunnisme et chiisme, qui lui permet d'être en bons termes avec toutes les grandes puissances de la région, Israël compris, ce qui en fait « en quelque sorte la Suisse de la région ».
Bien qu'étant une monarchie absolue, le sultanat d'Oman n'est pas une dictature : le sultanat semble se diriger vers une monarchie constitutionnelle, ou vers un régime républicain. Globalement, les droits de l'Homme (et notamment de la femme) sont respectés. Le sultan Qabus a toujours incité ses citoyens ou sujets à s'impliquer en des associations, ou des mouvements politiques. Mais les réformes de la société se font lentement, car l'ensemble de la population reste conservatrice, contrairement au sultan, très libéral.

## La période Qabus
À partir de 1970, le sultan Qabus ibn Saïd mène une importante politique de réformes et de modernisation du pays, tout en le maintenant le plus démocratique et tolérant de la région (avec le meilleur Indice de démocratie régional selon The Economist Group). Cette nouvelle orientation permet au pays d'atteindre un excellent niveau de développement humain, autant sur le plan social que culturel et intellectuel, n'étant pris dans aucune des nombreuses guerres qui ensanglantent la région et tout en s'assurant une position diplomatique incontournable. Dès 1991, Oman participe à la conférence de paix de Madrid et met en place des relations avec Israël en invitant Shimon Pérès à Mascate, tout en restant proche de la cause palestinienne.
À partir des années 1990, le sultan Qabus ibn Saïd institua un comité consultatif élu nommé Majlis ach-Choura au suffrage censitaire. Le sultan institua le suffrage universel direct pour les Omanais de plus de 21 ans le 4 octobre 2003. Plus de 190 000 personnes (74 % des inscrits) votèrent pour élire 83 représentants. Deux femmes furent élues. Plusieurs femmes siègent au gouvernement.
N'ayant pas d'enfant, le sultan a établi une règle de succession visant à garantir la continuité de la dynastie tout en accordant un pouvoir renforcé au Parlement et aux institutions démocratiques.

## Printemps arabe
Le Printemps arabe n'a pas connu au Sultanat la même ampleur que dans d'autres pays du Moyen-Orient. Cependant un mécontentement économique et social, dirigé principalement contre des ministres et des hommes d'affaires jugés corrompus, se manifeste dans les rues au mois de février 2011. Le sultan Qabus, au pouvoir depuis 41 ans, annonce alors la tenue d'élections à la Majlis ach-Choura, dont le rôle était jusque-là consultatif, et dote celle-ci de véritables pouvoirs législatifs. Ces élections ont lieu en octobre 2011, avec un taux de participation de 76 %. Des décrets ultérieurs visent notamment à réduire l'écart entre secteurs public et privé, à soutenir les petites et moyennes entreprises par des prêts garantis et à intensifier la politique d'omanisation du marché du travail.

## Haïtham ben Tariq

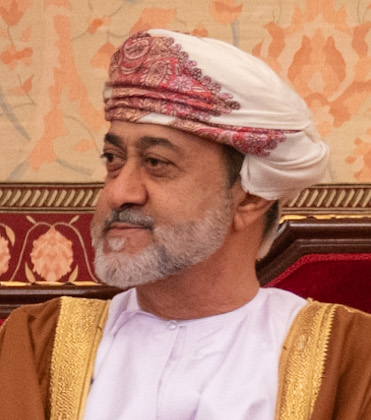
Le sultan Haïtham ben Tariq en 2020.

Le 10 janvier 2020, après plus de 49 ans de règne, Qabus ibn Saïd meurt, des suites d'un cancer du côlon, à l'âge de 79 ans. Le lendemain, le 11 janvier, Haïtham ben Tariq, ministre du Patrimoine et de la Culture et cousin du défunt, prête serment comme nouveau sultan. Celui-ci a été désigné — parmi plus de 80 autres membres de la famille royale — comme héritier par le défunt roi dans une lettre ouverte après sa mort.
Le nouveau sultan promet de rester dans les lignes dessinées par son prédécesseur, un ton apprécié par la communauté internationale. Il annonce une politique étrangère reposant « sur la coexistence pacifique entre les nations […] et sur la non-ingérence dans les affaires intérieures des autres ».
Cependant, face à l'effondrement du pétrole et à un taux de chômage des jeunes préoccupant, il déclare aussi faire de l'économie sa priorité principale.
En janvier 2021, Haïtham ben Tariq promulgue deux décrets royaux qui modifient la loi fondamentale du sultanat d'Oman. Ces dernier établissant la fonction de prince héritier. Son fils ainé, Theyazin ben Haïtham, devient donc le premier prince héritier du sultanat d'Oman.